# Schorborn
Schorborn ist ein Ortsteil der Gemeinde Deensen in der Samtgemeinde Eschershausen-Stadtoldendorf, Landkreis Holzminden in Niedersachsen und hat etwa 340 Einwohner.

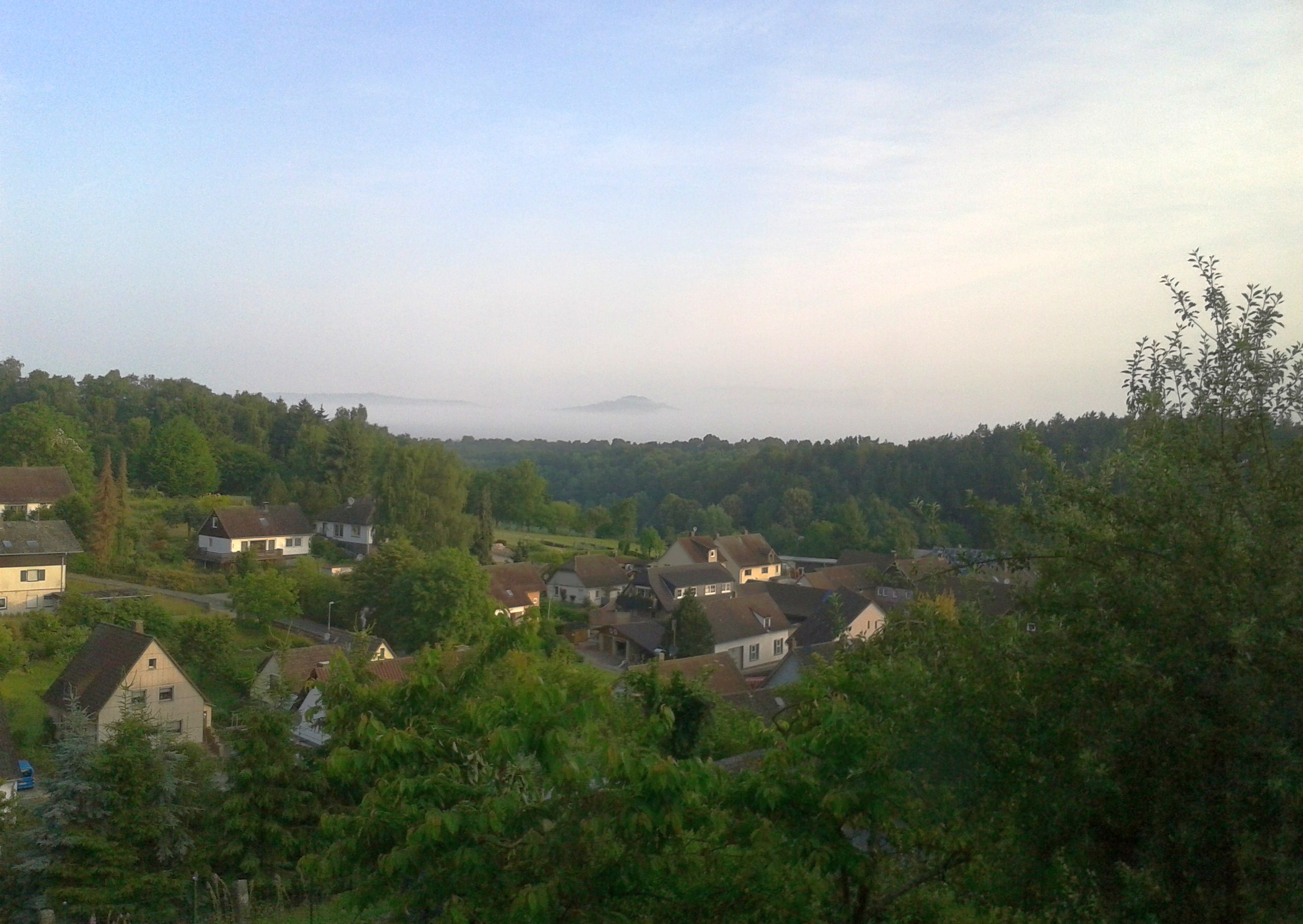
Blick von Südosten über Schorborn

## Geographie
Schorborn liegt am Nordrand des Sollings an der Quelle des Beverbaches. Die benachbarten Orte sind Deensen im Nordosten, Arholzen im Nordnordwesten und Schießhaus im Süden. Aufgrund des bewegten Geländes besitzt Schorborn nur eine geringe Ackerflur und ist großenteils von Wald umgeben, in dem sich zahlreiche teils aufgelassene Steinbrüche befinden.

## Name
Der Ortsname Schorborn setzt sich aus dem Grundwort -born = „Quelle“ und einem Bestimmungswort mit dem Stamm Sc(h)or- zusammen. Das Bestimmungswort wird auf mittelniederdeutsch schōr ‚Vorland‘ zurückgeführt. Alte Namensformen sind Scorenburnen (Ersterwähnung, 1150),  Schorfborne (um 1300) und Schornborn (1588, 1757).

## Geschichte

### Erste Siedlung
Die erste Erwähnung des Ortes Scorenburnen (Schorborn) stammt aus einer Aufzählung der zur Homburg gehörenden Ortschaften aus dem Jahre 1150. Schorborn gehörte zu den mittelalterlichen Siedlungen am Sollingrand, die später aufgegeben wurden. Auf der Sollingkarte des Johannes Krabbe aus dem Jahr 1603 ist an dieser Stelle keine Siedlung eingezeichnet; der Schorborn, also die Quelle des Beverbachs, mit anschließendem Teich und Wiese ist dort nur von Wald umgeben.

### Neugründung von Schorborn
Die Ortswüstung wurde 1744/45 mit der Anlage der Glasmanufaktur Schorborn als Nachfolger der Hütte in Hellental wiederbelebt.
Bereits 1776 wurde der „grüne Ofen“ (für Grünglas) der Glashütte in das 2,9 Kilometer südöstlich gelegene nahe gelegene Pilgrim bei Heinade verlegt, später wurde auch die Weißglashütte geteilt und in Schorborn nur noch weißes Hohlglas mit teils aufwendigen Verzierungen produziert.
Das Schicksal Schorborns war seit 1745 zwar aufs engste mit der Hütte verbunden gewesen, aber das Dorf ist – ebenso wie Hellental – am zeitweiligen oder endgültigen Niedergang der Hütte nicht gescheitert. Nach dem Niedergang der Glashütte mussten sich die Menschen andere Arbeit suchen. Die fanden sie z. B. in den zahlreichen Steinbrüchen in unmittelbarer Dorfnähe, in denen Wesersandstein der Solling-Folge abgebaut wurde und teilweise noch abgebaut wird.

### Einwohnerentwicklung
| Jahr | Einwohner |
| ---- | --------- |
| 1802 | 235       |
| 1823 | 300       |
| 1858 | 330       |
| 1871 | 429       |
| 1885 | 424       |
| 1905 | 360       |
| 1939 | 326       |

### 20. Jahrhundert

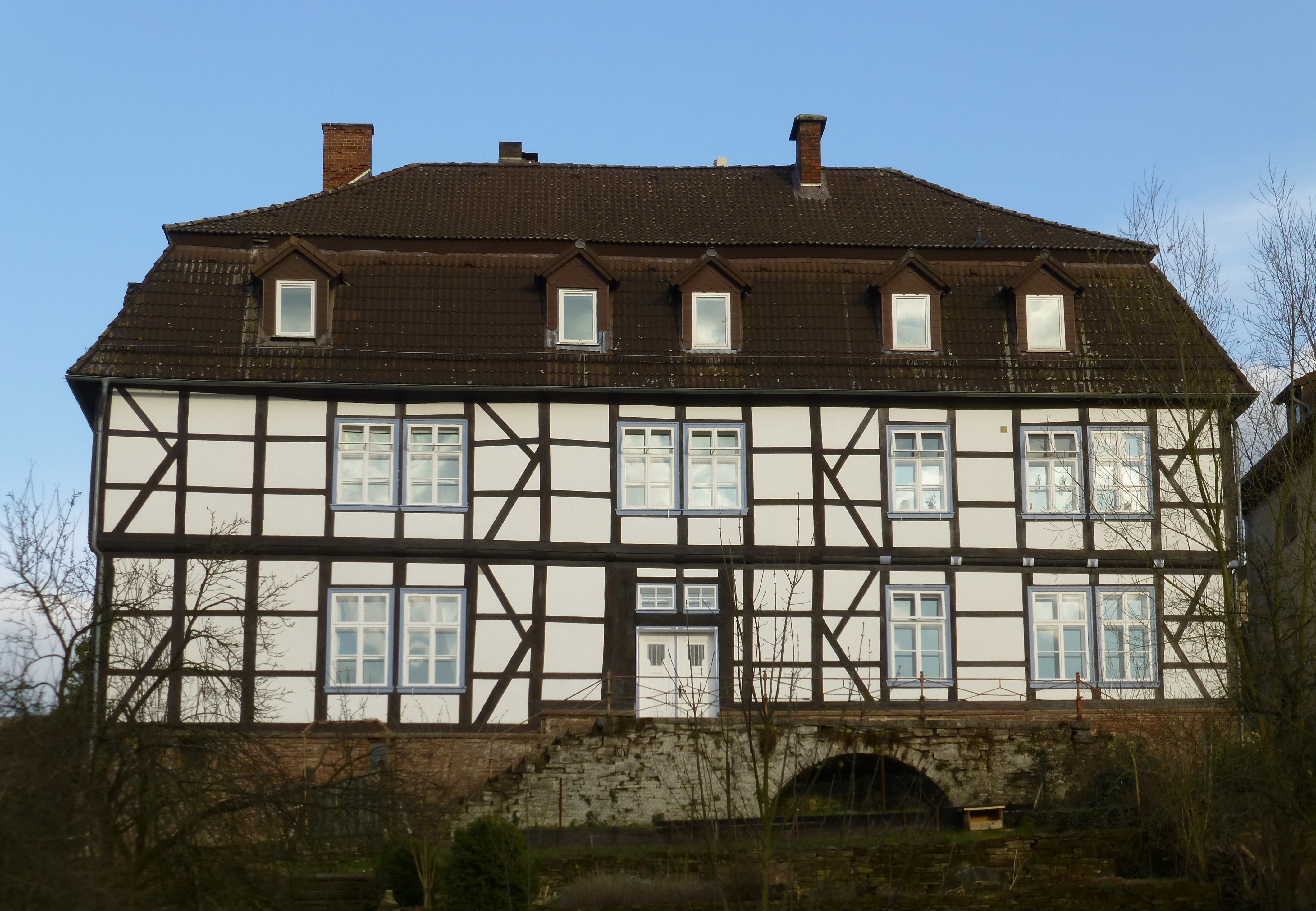
Ehemaliges Forsthaus in Schorborn

Im ehemaligen Haus des Glashüttenleiters wurde ab 1923 durch Albertine Assor ein Müttererholungsheim eingerichtet. Seit 1981 gehört es ebenso wie das ehemalige Forsthaus und weitere Gebäude des Dorfes als Therapiehaus zur stationären Drogentherapie der christlichen Drogenarbeit Neues Land.
Nachdem sich die damals selbständige Gemeinde Schorborn bereits zum 1. Januar 1971 mit 13 anderen Gemeinden zur Samtgemeinde Stadtoldendorf zusammengeschlossen hatte, wurde der Ort am 1. März 1973 mit Deensen und Braak zur Gemeinde Deensen zusammengefasst, die weiterhin ein Teil der Samtgemeinde Stadtoldendorf blieb und am 1. Januar 2011 in der neugegründete Samtgemeinde Eschershausen-Stadtoldendorf aufging.
Der im Jahre 2002 eingerichtete Pilgerweg Loccum–Volkenroda führt durch den Ort. Am 1. Juli 2008 wurde Schorborn zusammen mit Arholzen und Schießhaus in das Dorferneuerungsprogramm des Landes Niedersachsen aufgenommen, zur Planung und Durchführung der Dorferneuerungsmaßnahmen wurde in Schorborn und Schießhaus ein gemeinsamer Arbeitskreis gegründet.

## Religion

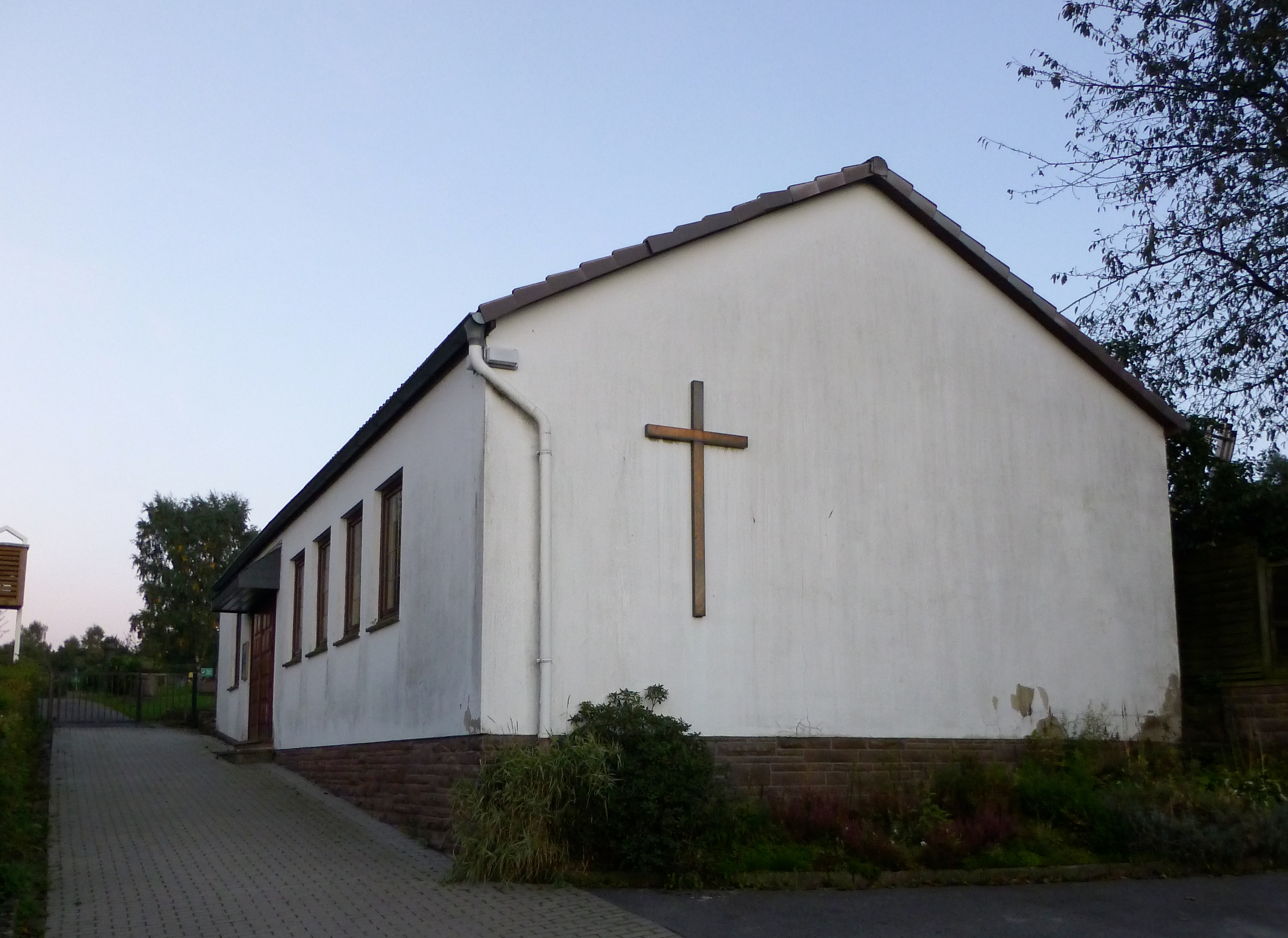
Dorf- und Friedhofskapelle

In Schorborn gab es bis Ende des Jahres 2008 eine Kapellengemeinde im Kirchenkreis Holzminden-Bodenwerder der Evangelisch-lutherischen Landeskirche Hannovers. Zum 1. Januar 2009 wurde die Kapellengemeinde aufgehoben und in die Marien-und-Nicolai-Kirchengemeinde Deensen-Arholzen eingefügt.